# Alarik Wachtmeister (1804–1887)
Alarik Wachtmeister, född den 30 oktober 1804 på Nääs, Bärbo socken, Södermanlands län, död den 4 juli 1887 i Kristianstad, var en svensk greve och militär. 
Wachtmeister blev furir vid Svea artilleriregemente 1808, kadett vid Krigsakademien på Karlberg 1819, utexaminerad 1821, underlöjtnant vid Vendes artilleriregemente samma år, löjtnant där  1830, kapten 1839, major samma år, överstelöjtnant i artilleriet 1859, överste 1860, överste och chef för Vendes artilleriregemente samma år samt generalmajor 1866. Han beviljades avsked från regementet sistnämnda år och ur armén 1871. Wachtmeister invaldes som ledamot av Krigsvetenskapsakademien 1851. Han blev riddare av Svärdsorden 1850 och kommendör (av första klassen) av samma orden 1864.
Alarik Wachtmeister tillhörde ätten Wachtmeister af Johannishus. Han var son till Gustaf Wachtmeister och måg till Achates Carl von Platen.